# Palais Henckel von Donnersmarck w Wiedniu
Palais Henckel von Donnersmarck w Wiedniu – pałac miejski w Wiedniu.

## Pałac

### Budowa i zmiany właścicieli pałacu
Został wzniesiony w latach 1871–1872 na zlecenie hrabiego Hugo I Henckel von Donnersmarck – zamożnego przemysłowca i arystokraty pochodzącego ze Śląska – jako prezent dla jego drugiej żony, Laura von Kaszonyi. W pierwszych dekadach istnienia pałac służył rodzinie Henckel von Donnersmarck jako rezydencja miejska. W pierwszych dekadach istnienia pałac służył rodzinie Henckel von Donnersmarck jako rezydencja miejska.
W kolejnych latach pałac zmieniał właścicieli w obrębie arystokracji austro-węgierskiej. Przez pewien czas mieszkał w nim hrabia Edmund Zichy – prominentny mecenas sztuki i nauki, znany z bogato urządzonego apartamentu, w którym zgromadził m.in. własnoręcznie projektowane kobierce oraz kolekcję orientalnych brązów. Po śmierci hrabiny Laury Henckel von Donnersmarck pałac został około 1906 roku sprzedany hrabiemu Louisowi von Mir - pamiątką po nim pozostał do dziś monogram „M” pod koroną hrabiowską na frontonie budynku. Następnie wdowa po hrabiu Mir przekazała posesję w 1917 r. Alberto Marqués de Hohenkubin – jednak nowy właściciel rzadko z niej korzystał.
Okres II wojny światowej pałac przetrwał poważnie uszkodzony i splądrowany, a w latach powojennych stał przez dłuższy czas pusty. Po śmierci markiza Hohenkubina w 1972 r. obiekt odziedziczyli jego spadkobiercy, którzy sprzedali go w 1977 roku miastu Wiedeń. Tym samym zakończył się okres prywatnej rezydencji – pałac przeszedł na własność publiczną z myślą o nowym zagospodarowaniu.

### Dalsze losy i zmiany funkcji
W latach 80. XX wieku nastąpiła zasadnicza zmiana funkcji obiektu – z dawnej rezydencji arystokratycznej przekształcono go w budynek hotelowy. W 1983–1985 pałac został wyremontowany i zaadaptowany na luksusowy hotel przez pracownię architektoniczną Pfeffer Consult. Wkrótce po przebudowie nieruchomość nabyła firma SAS International Hotels, która otworzyła tu pięciogwiazdkowy hotel znany jako Radisson SAS (później Radisson Blu Palais Hotel). Dla potrzeb hotelu połączono wewnętrznie dwa sąsiadujące budynki – opisywany Palais Henckel von Donnersmarck oraz przyległy Palais Leitenberger przy Parkring 16 – tworząc jeden kompleks hotelowy. Przez ponad dwie dekady obiekt funkcjonował jako prestiżowy hotel sieci Radisson, aż do końca 2013 roku, kiedy to ostatecznie został zamknięty. Decyzja o zamknięciu wiązała się z upływem umowy z siecią Rezidor (Radisson) oraz planami dalszej przebudowy i zmiany koncepcji wykorzystania pałacu. 
Po zamknięciu hotelu przystąpiono do ponownej modernizacji zabytkowych budynków. Początkowo planowano stworzyć w nich kombinację funkcji mieszkalnych i hotelowych. Około 2020 roku pałac został odnowiony i podzielony na ekskluzywne apartamenty rezydencyjne (Almanac Residences) – łącznie powstało kilkanaście luksusowych mieszkań na sprzedaż. Najbardziej okazały apartament (całe piano nobile) został wystawiony na sprzedaż za rekordową cenę 32,5 mln euro, stając się najdroższym prywatnym mieszkaniem w Wiedniu w owym czasie. Jednocześnie zaplanowano przywrócenie funkcji hotelowej w ramach nowej marki. Ostatecznie, po zakończeniu prac adaptacyjnych, w marcu 2023 roku w murach pałacu (oraz połączonego z nim Palais Leitenberger) otwarto na nowo pięciogwiazdkowy hotel – Almanac Palais Vienna. 

### Obecni właściciele i zarządzający
Obecnie właścicielem i inwestorem pałacu (oraz sąsiedniego Palais Leitenberger) jest austriacka firma WSF Group z Wiednia, natomiast operatorem hotelu została utworzona przez nią sieć Almanac Hotels. Za koncepcję rewitalizacji i urządzenia wnętrz odpowiada Tina Haselbacher – architektka i współwłaścicielka Almanac Hotels. Marka Almanac ma charakter butikowych hoteli luksusowych, stawiających na połączenie lokalnego dziedzictwa z nowoczesnym designem. Almanac Palais Vienna jest flagowym obiektem grupy w Austrii, otwartym jako drugi hotel sieci (po Pradze).
Palais Henckel von Donnersmarck po najnowszej modernizacji pełni funkcję ekskluzywnego hotelu pięciogwiazdkowego. Pod szyldem Almanac Palais Vienna oferuje 111 elegancko zaprojektowanych pokoi i apartamentów dla gości, z wystrojem inspirowanym epoką cesarską i wiedeńską secesją. Hotel zajmuje oba zabytkowe pałace (Henckel von Donnersmarck i Leitenberger) połączone w jedną całość, mieszcząc m.in. restaurację, bar, centrum spa oraz sale bankietowe w zabytkowych wnętrzach. Wystrój łączy oryginalne elementy architektoniczne (marmurowe portale, stiuki, rzeźbione detale) z nowoczesnym luksusem, zgodnie z ideą harmonijnego połączenia historii i współczesności. Hotel kładzie nacisk na akcenty lokalne – od austriackich materiałów wykończeniowych po dzieła rodzimych artystów zdobiące wnętrza – podkreślając związek obiektu z wiedeńskim dziedzictwem.

## Architektura
Pałac Henckel von Donnersmarck powstał w stylu historyzmu z przewagą form neorenesansowych, typowych dla zabudowy Ringstrasse w II połowie XIX wieku. Autorem projektu architektonicznego był duet Johann Romano von Ringe i August Schwendenwein von Lanauberg, a nad wykonawstwem czuwał budowniczy Paul Wasserburger. 
Bryła pałacu odznacza się elegancką, symetryczną fasadą o wyraźnym horyzontalnym podziale kondygnacji. Otwory okienne ujęte są w masywne obramienia z dekoracyjnymi naczółkami, przy czym szczególnie wyróżniają się kariatydy flankujące okna trzeciej kondygnacji. Ostatnie, najwyższe piętro zostało zaprojektowane skromniej, bez nadmiernych zdobień, co podkreśla monumentalność niższych kondygnacji. Na narożniku od strony Weihburggasse znajduje się reprezentacyjny portal wejściowy o bogatej dekoracji rzeźbiarskiej. Portal zwieńczony jest balkonem wspartym na ośmiu kolumnach, co stanowi jeden z najbardziej charakterystycznych elementów pałacu. We wnętrzach na piano nobile częściowo zachowały się oryginalne wystroje – cenne sztukaterie sufitowe oraz okładziny z drewna zdobiące ściany reprezentacyjnych salonów. Do dziś imponuje również okazała klatka schodowa o pałacowej skali. Większość pomieszczeń (poza klatką schodową i kilkoma salami) nie zachowała jednak pierwotnego wystroju, wskutek licznych przebudów w XX wieku.